# Bække-stenen 2
Bække-stenen 2 er en runesten fundet i 1858 på en mark ca. 1 km nord for Bække. Stenen udgør stavnen i skibssætningen i Klebæk Høje (to høje fra bronzealderen). Det er ikke usædvanligt, at runesten knytter bånd til bronzealderen, jf. Glavendrupstenen med skåltegn. I selve Bække finder man Runestenen Bække 1 og yderligere 6 km syd herfor Læborg-stenen.

## Indskrift
| Translitteration | hribną:ktubi : kri ukub þsi aft : uibruk mþu sin                   |
| Transskription   | Hrafnunga-Tōfi(?) gærði kumbl þ[au]si æft Vīborg m[ō]ðu[r] sīn[a]. |
| Oversættelse     | Ravnunge-Tue gjorde disse kumler efter sin moder Vibrog.           |

Indskriften, som er ordnet i parallelordning begyndende nederst til venstre, er præget af stærke forkortelser. Teksten har tidligere været tolket anderledes af Ludig Wimmer i Danmarks Runemindesmærker og af Lis Jacobsen og Erik Moltke i Danmarks Runeindskrifter. Den her valgte oversættelse skyldes sammenligningen med de nærliggende Runestenen Bække 1 og Læborg-stenen samt Horne-stenen, som også omtaler Ravnunge-Tue. Indskriften i Bække 2 er en almindelig vikingetidstekst, hvor Ravnunge-Tue gør mindesmærke efter sin mor. Det er uden tvivl den samme Ravnunge-Tue, som har rejst Runestenen Bække 1.
- Skibssætningen hvori Bækkestenen 2 indgår